# 저스틴 라자드
저스틴 라자드(Justin Lazard, 1966년 11월 30일 ~ )는 미국의 배우, 영화 감독, 텔레비전 배우, 모델, 각본가, 영화 프로듀서이다.
뉴욕에서 태어났다.

## 영화
- 기빙 트리 (1999년)
- 다크 하버 (1998년)
- 스피시즈 2 (1998년) - 패트릭 로스 역
- 데드 걸 (1997년)
- 사랑의 트라이앵글 (1997년)
- 빅 폴 (1996년) - 빌 역
- 불사조 (1994년)
- 환속의 욕망 (1992년)
- 모터 솔저 (1991년)
- 마이애미의 두 형사 (1984년)